# Si esto es un hombre
Si esto es un hombre (en italiano original, Se questo è un uomo [se ˈkwesto ˈɛ un ˈwɔːmo]) es un relato escrito por Primo Levi entre diciembre de 1945 y enero de 1947, en el que se cuenta la experiencia cotidiana propia del autor, de ascendencia judía, durante su cautiverio en el campo de exterminio nazi de Auschwitz, durante la Segunda Guerra Mundial.

## Elementos de la obra
Publicada a partir del material escrito recopilado para un informe técnico encargado por los aliados tras la liberación del campo, la obra vio la luz pública con dificultades en Italia en 1946 con una modesta tirada de 2 000 ejemplares, por lo que pasó inadvertida hasta que tras la edición en 1963 de la obra La Tregua, con la que Primo Levi alcanzó mayor popularidad, la segunda edición de 1958 promovida por la editorial Einaudi la daría a conocer mundialmente como uno de los testimonios de mayor alcance sobre el Holocausto o Shoá. 
Si esto es un hombre relata el día a día de Primo Levi y sus compañeros prisioneros en Auschwitz, a donde fue deportado tras ser arrestado como miembro de un pequeño grupo de resistentes en diciembre de 1943. En la obra se recurre frecuentemente a citas y pasajes de La Divina Comedia de Dante como ilustración de la caída al infierno con la que Levi equipara los horrores vividos por la deshumanización a la que fueron sometidos los prisioneros forzados a una lucha por la supervivencia.
Levi, que se había doctorado en Química en 1941, logró evadir la operación de selección que llevaba directamente a la ejecución y eliminación de los presos para ser transferido a un campo auxiliar de trabajo forzado, de donde transmitió en detalle la labor de los Kapos y su empleo de la violencia, el miedo al frío, la hambruna constante, la humillación y la ausencia de solidaridad. Más tarde, logró ser enviado a la enfermería por padecer escarlatina, donde pasaría sus últimos días como prisionero hasta su evacuación poco antes de la liberación del campo por las tropas del Ejército Rojo.
En 1976, Levi añadió un anexo en el que recopiló las respuestas a las preguntas más frecuentes que le fueron planteadas durante su etapa posterior como conferenciante sobre la obra y sus circunstancias.

## Temas de la obra
El drama del Holocausto, la descripción de vidas fracturadas, la resistencia y firmeza de la naturaleza humana son algunos temas que Levi pone en evidencia en esta novela. Uno de los temas principales desarrollado a lo largo de la novela es la fortaleza que el ser humano puede extraer aun en sus momentos de mayor flaqueza. En uno de los capítulos más importantes de la novela, el (el 11, "El canto de Ulises"), el autor hace referencia a la Odisea de Homero, en particular al pasaje en el cual Ulises valientemente se arroja literalmente con los pocos rescatados que quedaban en su barco hacia mar adentro. Ulises, con su acción simbólica de transgredir los límites enmarcados por el sistema, demuestra que la tenacidad y perseverancia del hombre es muchas veces más poderosa que cualquier circunstancia determinada. Ulises les dijo a sus hombres: «consideren su naturaleza humana, no nacieron para vivir como bestias, sino para seguir virtud y conocimiento».